# Carlos Manuel Pazo Torrado
Carlos Manuel Pazo Torrado (sinh ngày 6 tháng 6 năm 1963) là chính khách từng giữ chức Bộ trưởng Bộ Giao thông Vận tải Cuba từ ngày 20 tháng 6 năm 2003 đến ngày 20 tháng 10 năm 2006. Ông bắt đầu sự nghiệp của mình vào năm 1984 trong vai trò công chức địa chính. Năm 1993, ông được thăng chức lên Ủy viên Ban Chấp hành Đảng bộ tỉnh Las Tunas. Ông là một chuyên gia về trắc địa và bản đồ. Trước khi được đề cử, ông là Vụ trưởng Vụ Xây dựng, Giao thông và Truyền thông của Ban Chấp hành Trung ương Đảng Cộng sản Cuba.